# 克里姆林宮的樞機主教
《克里姆林宮的樞機主教》 （Cardinal of the Kremlin）是美國暢銷軍事小說作家湯姆·克蘭西（Tom Clancy）於1988年出版的傑克·雷恩系列第三作，時間背景接續在《獵殺紅色十月》之後，以美國中情局分析師傑克·雷恩（Jack Ryan）為主角。

## 簡介
故事背景設定當時美蘇兩國正在進行限武談判，而美國於蘇聯國內位階最高的間諜「樞機主教」卻於此時暴露身分，卻又牽扯到阿富汗游擊隊以及蘇聯秘密發展的衛星雷射武器計畫，一連串錯綜複雜的政治與軍事事件就此發生。

## 大陆版出版
- 章祖德，祁阿红 译
- 出 版 社：上海译文出版社
- 出版时间：2007-8-1
- 版　　次：1
- 页　　数：439
- 字　　数：391000
- 印刷时间：2007-8-1
- 开　　本：16开
- 纸　　张：胶版纸
- 印　　次：1
- I S B N：9787532742769
- 包　　装：平装

## 台灣版出版資料
- 譯者：章慶雲、祁鴻、王業桃
- 頁數：706頁
- 出版社：星光出版社
- 出版日期：1993年12月
- ISBN 957-677-118-8